# Championnat du Suriname féminin de football
Le championnat du Suriname de football féminin est une compétition de football féminin créée en 1980.

## Palmarès
| Saison    | Champion                 |
| --------- | ------------------------ |
| 1980      | Elda                     |
| 1981      | Oema Soso                |
| 1982      | Oema Soso                |
| 1983      | Oema Soso                |
| 1984      | Oema Soso                |
| 1985      | Oema Soso                |
| 1986      | Oema Soso                |
| 1987      | Oema Soso                |
| 1988      | Oema Soso                |
| 1989-1999 | pas de compétition       |
| 1999-2000 | Oema Soso                |
| 2001      | DIVA                     |
| 2002-2003 | Oema Soso                |
| 2003-2004 | Merodia                  |
| 2004-2005 | Merodia                  |
| 2006      | DIVA                     |
| 2007      | Adjoema                  |
| 2008      | Oema Soso                |
| 2009-2010 | Oema Soso                |
| 2010-2011 | Dosko                    |
| 2011-2012 | Dosko                    |
| 2012-2013 | Oema Soso                |
| 2013-2014 | Oema Soso                |
| 2014-2015 | Oema Soso                |
| 2016      | Oema Soso                |
| 2017      | Ascona                   |
| 2018      | Super Rich Dignity       |
| 2019      | Happy Evita Girls        |
| 2020-2022 | Compétition non disputée |

## Bilan par clubs
- 16 titres : Oema Soso
- 2 titres : DIVA, Dosko, Merodia
- 1 titre : Adjoema, Ascona, Elda, Happy Evita Girls, Super Rich Dignity